# Pterocarpus mutondo
Pterocarpus mutondo är en ärtväxtart som beskrevs av De Wild. Pterocarpus mutondo ingår i släktet Pterocarpus och familjen ärtväxter. Inga underarter finns listade i Catalogue of Life.